# きせかえユカちゃん
『きせかえユカちゃん』は、東村アキコによる日本の漫画作品。『Cookie』（集英社）において、連載された。

## 作品概要
「Cookie」2000年8月号に掲載された読切『きせかえサマー』をもとに、同誌2001年1月号から連載化される。しかし、2007年11月号（9月末発売）にて、作者の了承を得ずに編集部が「次回最終回」と記載した。この件に関し戸惑いと怒りを感じた作者は2007年12月号分の原稿執筆をボイコットした。以降、掲載がストップしていたが、再開を求めるファンからの声が殺到したこともあり、著者と編集の協議により、2008年7月号から「再開」という形がとられた。一応、「不定期連載」による「再開」となっているが、2014年7月現在において「再開」以降2008年7月号と2012年7月号の2回しか掲載がなく、実質「休止」に近い状態である。2012年7月号（5月末発売）に60ページ掲載された第82話では「つづく」と記載されているものの、次回掲載時期は明記されていない。
内容は、おしゃれ好きの小学生であるユカちゃんが、彼女の周囲の人々を巻き込んで起こす騒動を描いたシュールなラブコメディである。登場人物それぞれの強烈なキャラクターとナンセンスな笑い、美術大学出身である作者のファッションセンスが随所に発揮されている。

## 主な登場人物
「ゆかわゆか」や「ますだますみ」のような繰り返す名前が特徴のひとつである。

### 湯川家
湯川 ユカ（ゆかわ ユカ）
久木井（くきい）小学校6年3組。視力2.0。
身長163センチのスレンダーな体型で、顔もとても可愛く、将来の夢はスーパーモデル。黙っていれば、またはランドセルを背負っていなければ、小学生には見えない。しかし純粋すぎるところがあり、そのギャップが真澄をとりこにしている。いわゆる「あほの子」で、精神年齢は6歳。北の国からの五郎が、タマコのおじさんにあやまりに行った時の菅原文太のものまねができる。
かなりの大食らいだが、いくら食べても太らない模様。ふだんはあまりいいものを食べていないらしく、ご馳走を前にすると理性を失う。好きな食べ物は鶏の唐揚げ、または「食べられるモノならぜんぶ」。
あこがれる男性のタイプは羽生善治名人（だが最近の巻ではあまり話題になっていない）。他人の恋愛話に首を突っ込むのも大好きだが、自分に関わる恋愛感情についてはかなり鈍い。
毎回のようにさまざまな衣装に着替えるのが特徴。多くの衣装は「GREEN」から借りたもので、ほとんどコスプレの域に達していることもある。髪型などを含め、きせかえ人形のリカちゃんがイメージの元になっている。
主役ではあるが、一話完結のエピソード以外では、他人の恋愛模様を引っかき回す狂言回しの立場になることが多い。
湯川 ユミ（ゆかわ ユミ）
ユカの姉。美大生。
顔が可愛いところはユカと共通するが、それほどおしゃれではなく小柄で性格は生真面目と、ユカとは対照的。湯川家では専ら彼女が家事（特に食事）担当だった。美術の勉強のためベルギーに留学する。
ユカの父
フルネームは不明。ユミとユカの父。
太る前は美男子だった。沖縄に単身赴任中。
ユカ母（ユカはは）
フルネームは不明。ユミとユカの母。
ミステリアスな人物で、眼鏡をかけていてめったに素顔は見せない。いつもスウェット上下でどこにでも出没。盗聴、尾行、発信機をつけるのはお手の物。地獄耳。草刈正雄の家を調べ、家政婦のフリをして草刈正雄にお茶を入れたことがあるらしい。
ヒゲと貞子とスグルが恋愛関係に発展してからは、3人を題材にした漫画を描き「ジャンプ」編集部に持ち込む。しかし結果は惨敗であった。『DEATH NOTE』が掲載されていたころからのジャンプ愛読者と称する。

### その他
緑山 みどり（みどりやま みどり）
久木井小学校6年3組。
くるくるふわふわのパーマが特徴。古着屋「GREEN」の跡取り娘で、将来の夢はファッションデザイナー。ユカのよき相方で、スタイリストを務めるとともに、二人が暴走すると騒動が拡大されていく。好きな食べ物はシーチキン。しかしシーチキンの原料がマグロであるとは知らず、そういう名前の鳥だと思っている。
増田 真澄（ますだ ますみ）
桂木（けいき）小学校6年生。
ユカのことが好き。「ユカフェチ」。母親似の寡黙な美少年だが行動力があり、ユカ母に将来を見込まれている。ユカの通う久木井小学校への転校を目論むが、校区の都合により断念。
茂雄（しげお）
通称「シゲ」。家業の「ダイナミック弁当」を手伝う大学生。
ユミと付き合っているが、ユカたちにはオモチャにされ、大人たちからはパシリ扱いされている。留学出発直前のユミに「待ってるよ」と告げ、安心したユミを送り出した。
一時期はアフロヘアーにしており「アフロ」とも呼ばれていた。
緑山 スミレ（みどりやま スミレ）
みどりの母。古着屋「GREEN」を経営しているが、ほとんど趣味のようなもの。夢見がちな性格らしい。
湯川家とは最近特に家族ぐるみの付き合いをしている。また、ユカとユカ母の起こす騒動によく付き合っている。第二子となる茉莉花（通称 親分）を何とか無事に出産。
みどりパパ
みどりの父。会社員でWebデザイナー。モテ男で恋のテクニックに精通しているが、今は娘を溺愛している。
定岡せんせい（さだおかせんせい） / 貞子
久木井小学校6年3組の担任。今年32歳（連載開始当時）のバブル世代で、いまだ独身。みどりの母とは元同級生。長い黒髪と怒ると怖い顔になることから、映画『リング』のイメージで「貞子」と呼ばれている（本名が定岡貞子というわけではない）。
ヒゲ
真澄の父。「洋食の店　ジャイアント」のオーナーシェフで、腕前は確からしく雑誌で紹介されることもある。体毛が濃い。数年前に離婚してから男手一つで真澄を育ててきた。貞子に告白したが振られた。
まゆみ
真澄の母。ベジタリアン（むしろ肉嫌い）で、食べ物の価値観の不一致によりジャイアントを出て行った。最近インドから帰ってきた。ヒゲとますみと三人で住む。
スガ スグル
貞子の元彼。いわゆる「ヘタレ」だが、子供には好かれる。先輩の家に居候している。どの職についてもまともに続かなかったが、現在、桂木小学校の真澄の担任を務める。
ボイン
フルネームは不明。茂雄の大学の後輩で茂雄にアプローチをかけたが、失敗。実は乳は上げ底であったことが判明するが、同じニックネームで呼ばれ続ける。後に「ジャイアント」でバイトを始める。ユミには敬遠されているが、ノリがいいためユカたちとは仲が良い。
ゴスロリ
大阪から転校してきた桂木小学校6年生で、真澄の同級生。フルネームは不明。常にゴスロリファッションで通している。真澄を王子と慕い、「真澄様」と呼んでいる。ユカのライバル的存在だが対決するシーンはほとんどなく、最近は真澄とともにユカ母の策略に協力する場面が多い。
ブー子（ブーこ） / 富田 伸子（とみた のぶこ）
久木井小学校6年でユカたちの同級生。丸々と肥っているためもあり、教師である貞子からも「ブー子」と呼ばれている。やや世間知らずだが、性格は非常に善良。家は大金持ちで、親子そろってまるで漫画に出てくる大金持ちのような行動を取る。
良男（よしお）
近所に住む大学生。金髪ロン毛で常にサングラスを外さない。仲間とのバンドを脱退したあと、ユカとみどりに出会ってバンド「シーチキンズ」を結成する。彼女たちのアウトサイダー・アート的な作詞センスを高く評価している。
薄田先生（うすたせんせい）
桂木小学校教師で真澄たちの担任。性格も体質も虚弱で、ゴスロリたちの相手に疲れ切っている一方、フォーク歌手の夢を捨て切れていない。
茉莉花（まりか）
緑の妹。赤ん坊のくせに貫禄のある外見をしており、「親分」という通称がある。
ただし性格は可愛らしく、父からはジャスミンと呼ばれている。

## 書誌情報
りぼんマスコットコミックス（集英社）刊
- 1巻（2001年、ISBN 4-08-856310-7）
- 2巻（2002年、ISBN 4-08-856386-7）
- 3巻（2003年、ISBN 4-08-856436-7）
- 4巻（2003年、ISBN 4-08-856472-3）
- 5巻（2003年、ISBN 4-08-856500-2）
- 6巻（2004年、ISBN 4-08-856539-8）
- 7巻（2005年、ISBN 4-08-856613-0）
- 8巻（2005年、ISBN 4-08-856654-8）
- 9巻（2006年、ISBN 4-08-856686-6）
- 10巻（2007年、ISBN 4-08-856724-2）
- 11巻（2007年、ISBN 4-08-856781-1）

## 補足

### 関連作品
単行本あとがきでシリーズ化していた作者の父親の実話「健一レジェンド Kenichi伝説」が元になり、別作品として『ひまわりっ 〜健一レジェンド〜』となった。「健一レジェンド」は作者の他単行本にも掲載されている。

### 著名なファン
大の漫画好きとして知られる中川翔子は本作を好きなマンガの一つに挙げている。中川は少女漫画で描かれる恋愛（ドロドロしていたり、好きな人に告白せず読者をイライラさせる展開）が苦手で、少女漫画はほとんど読まないが、この作品はそういった恋愛漫画特有の雰囲気がないため、好んで読んでいるという。また、可愛らしい絵柄とファッションセンスの良さも好きだと語る。

### 単行本未収録
- 第77話 - 第82話